# Богуш, Даниель
Даниель Богуш (пол. Daniel Bogusz; 21 сентября 1974, Варшава, Польша) — польский футболист, выступал на позиции защитника.

## Карьера
Богуш отыграл несколько сезонов в польской Экстраклассе в составе «Видзева» и «Ягеллонии». Провел несколько лет в немецкой Бундеслиге вместе с «Арминией» из Билефельда.

## Международная карьера
Он также провел 2 матча за сборную Польши.